# Згежки окръг
 Згежки окръг (на полски: Powiat zgierski) е окръг в Централна Полша, Лодзко войводство. Заема площ от 855,18 км2. Административен център е град Згеж.

## География
Окръгът се намира в историческия регион Великополша. Разположен е в северната част на войводството.

## Население
Населението на окръга възлиза на 164 608 души (2012 г.). Гъстотата е 192 души/км2.

## Административно деление
Административно окръгът е разделен на 9 общини.
Градски общини:
- Гловно
- Згеж
- Озорков

Градско-селски общини:
- Община Александров Лодзки
- Община Стриков

Селски общини:
- Община Гловно
- Община Згеж
- Община Озорков
- Община Паженчев

## Фотогалерия
- Александров Лодзки
- Гловно
- Озорков
- Згеж
- Стриков